# Вигодянський Валерій Григорович
Вале́рій Григо́рович Вигодя́нський — полковник Збройних сил України.

## Життєпис
У лавах ЗСУ з 2002 року. У часі війни — командир батареї керованих протитанкових ракет, 95-та аеромобільна бригада.
Поранений під час одного з обстрілів, вчинених терористами — куля увійшла в шию та вийшла під лопаткою, проте не зачепила життєво важливих органів. На реабілітації в Київському військовому шпиталі.
Станом на лютий 2019 року — командир гсадн БрАГ; 95-та аеромобільна бригада.

## Нагороди
За особисту мужність, сумлінне та бездоганне служіння Українському народові, зразкове виконання військового обов'язку відзначений — нагороджений
- 15 вересня 2015 року — орденом Богдана Хмельницького III ступеня.